# WEC 46
WEC 46: Varner vs. Henderson（ダブリューイーシー・フォーティシックス：ヴァーナー・ヴァーサス・ヘンダーソン）は、アメリカ合衆国の総合格闘技団体「WEC」の大会の一つ。2010年1月10日、カリフォルニア州サクラメントのアルコ・アリーナで開催された。
メインイベントではライト級正王者ジェイミー・ヴァーナーと同級暫定王者ベン・ヘンダーソンによるライト級王座統一戦が行われた。

## 大会概要
メインイベントの世界ライト級王座統一戦では、ヘンダーソンがヴァーナーをギロチンチョークで降し、王座統一により第6代WEC世界ライト級王座を獲得した。また、元フェザー級王者のマイク・ブラウンと、同じく元フェザー級王者のユライア・フェイバーがともに復帰戦を行い、両者ともチョークスリーパーによる一本勝ちでタイトル戦線への復帰を果たした。
プロデビュー以来14連勝中であったデイブ・ジャンセンは、カマル・シャロルスに0-3の判定負けでキャリア初黒星を喫した。
ROCフェザー級王者アンソニー・モリソン、CFFCバンタム級王者クリント・ゴドフリーがWECデビュー。
Versusによるテレビ中継では、メインカードは全試合、アンダーカードでは第3試合のみ放送された。

### カード変更
第3試合でマーク・ホーミニックとの対戦が予定されていたイーブス・ジャボウィンが負傷により欠場し、替わってブライアン・キャラウェイが出場した。
また、第4試合でヴァグネイ・ファビアーノとの対戦が予定されていたフランク・ゴメスが負傷により欠場し、替わってWEC初参戦となるクリント・ゴドフリーが出場した。

## 試合結果

### プレリミナリィカード
第1試合 バンタム級 5分3R
○  ウィル・カンプザーノ vs.  コティ・ウィーラー ×
3R終了 判定3-0（30-26、30-27、30-27）
第2試合 バンタム級 5分3R
○  エディ・ワインランド vs.  ジョージ・ループ ×
3R終了 判定3-0（30-27、30-27、30-27）
第3試合 フェザー級 5分3R
○  マーク・ホーミニック vs.  ブライアン・キャラウェイ ×
1R 3:48 腕ひしぎ三角固め
第4試合 バンタム級 5分3R
○  ヴァグネイ・ファビアーノ vs.  クリント・ゴドフリー ×
3R終了 判定3-0（30-27、30-27、30-27）
第5試合 バンタム級 5分3R
○  チャーリー・ヴァレンシア vs.  田村彰敏 ×
3R終了 判定2-1（29-28、28-29、29-28）

### メインカード
第6試合 フェザー級 5分3R
○  デイヴィダス・タウロセヴィチュス vs.  マッケンス・セメルジエール ×
3R終了 判定3-0（29-28、29-28、29-28）
第7試合 フェザー級 5分3R
○  マイク・ブラウン vs.  アンソニー・モリソン ×
1R 1:54 チョークスリーパー
第8試合 ライト級 5分3R
○  カマル・シャロルス vs.  デイブ・ジャンセン ×
3R終了 判定3-0（30-27、30-27、29-28）
第9試合 フェザー級 5分3R
○  ユライア・フェイバー vs.  ハファエル・アスンソン ×
3R 3:49 チョークスリーパー
第10試合 WEC世界ライト級王座統一戦 5分5R
○  ベン・ヘンダーソン vs.  ジェイミー・ヴァーナー ×
3R 2:41 ギロチンチョーク
※ヘンダーソンが王座獲得に成功。

### 各賞
ファイト・オブ・ザ・ナイト： ウィル・カンプザーノ vs. コティ・ウィーラー
ノックアウト・オブ・ザ・ナイト： 該当者なし
サブミッション・オブ・ザ・ナイト： ユライア・フェイバー
各選手にはボーナスとして10,000ドルが支給された。